# Porsväxter
Porsväxter (Myricaceae) är en familj av tvåhjärtbladiga växter. Porsväxter ingår i bokordningen. Enligt Catalogue of Life omfattar familjen Myricaceae 47 arter.
Släkten enligt Catalogue of Life:
- Canacomyrica
- Comptonia
- Morella
- porssläktet

## Bildgalleri

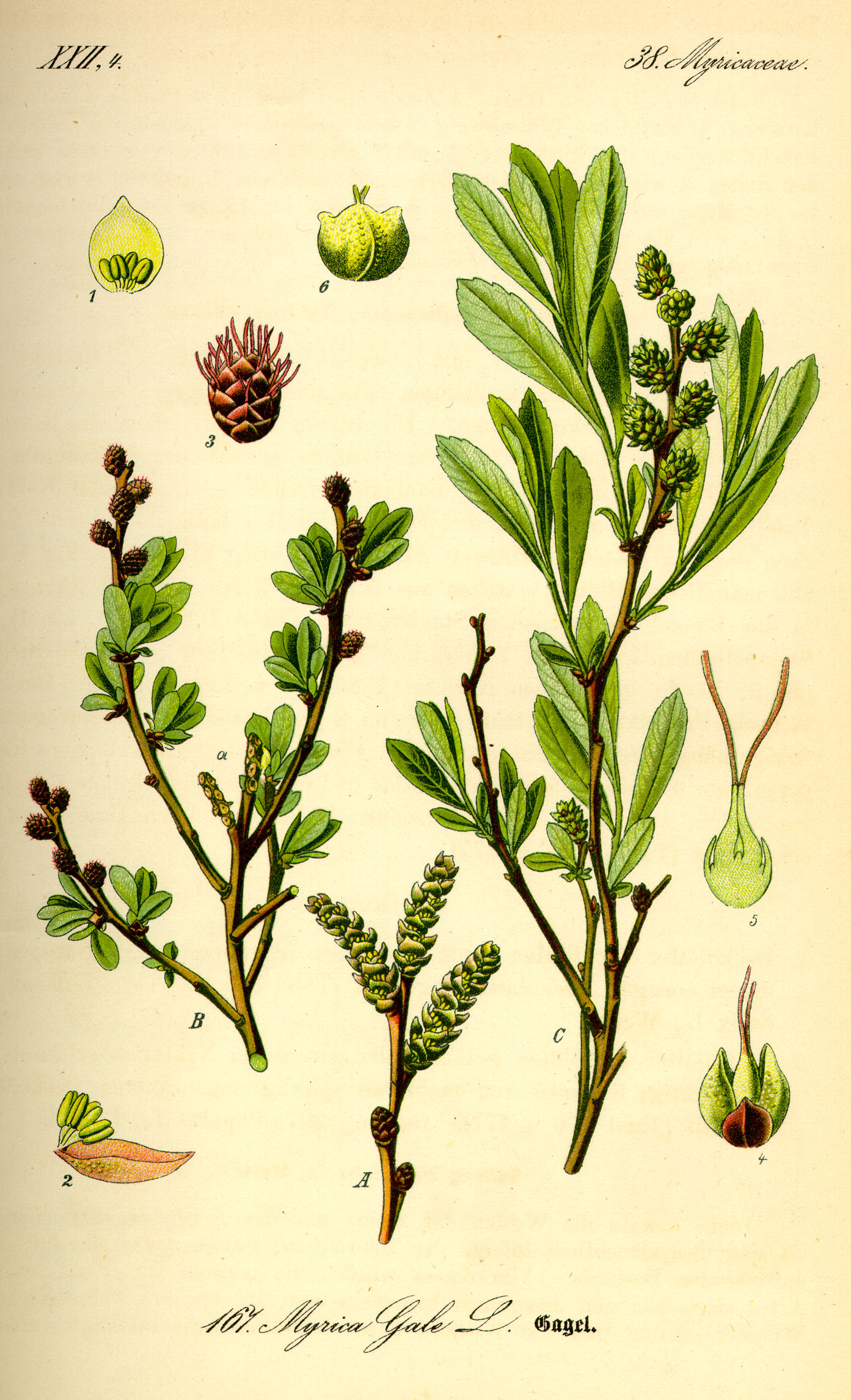
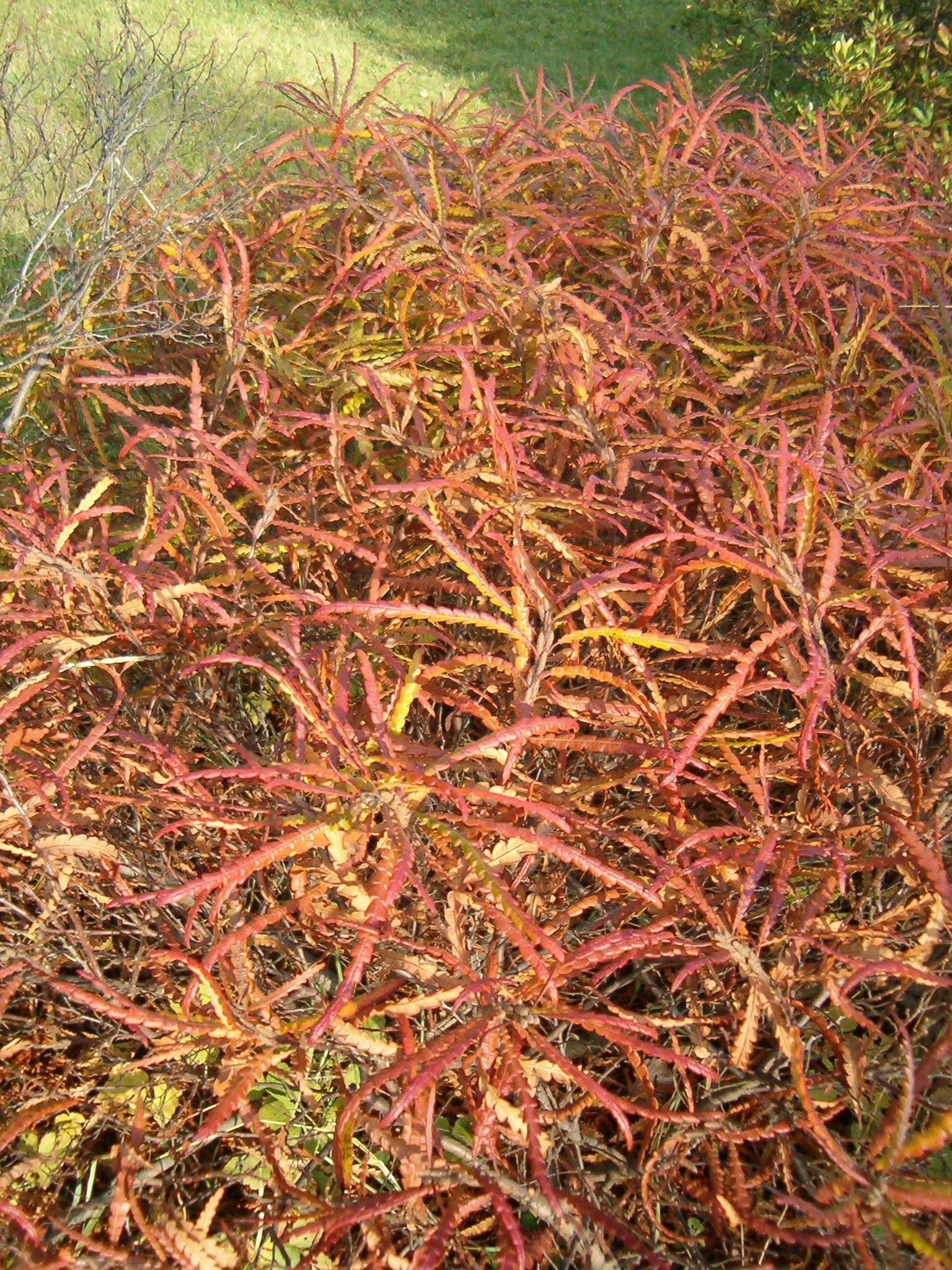
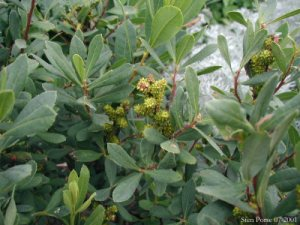
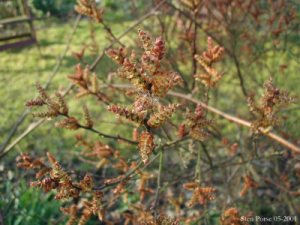
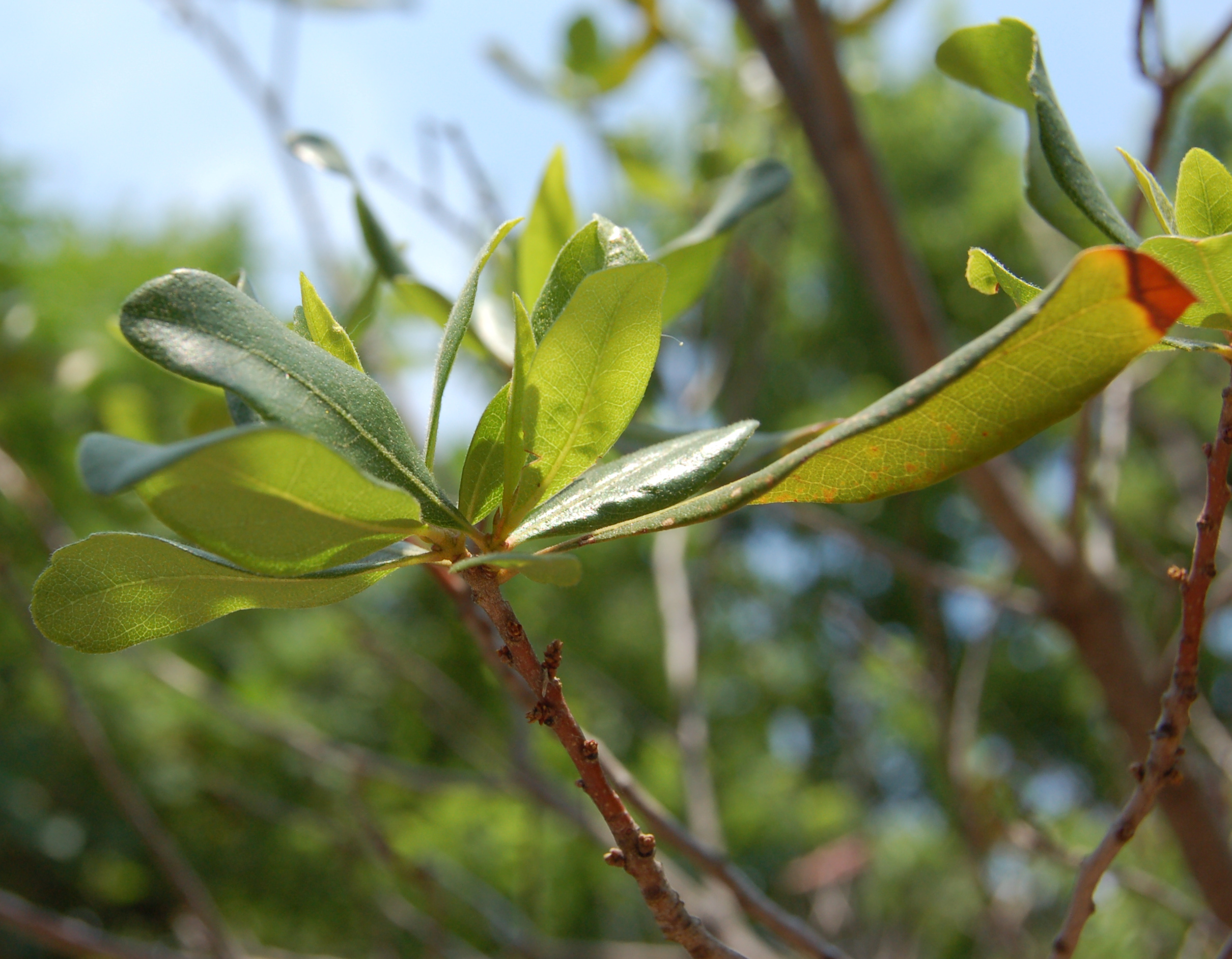